# Max Lion
Max Lion (* 8. Juni 1883 in Dortmund; † 2. Dezember 1951 in New York City) war ein deutscher Jurist und Steuerrechtswissenschaftler.

## Leben
Der promovierte Jurist Lion war als Rechtsanwalt und Notar hauptsächlich auf dem Gebiet des Steuerrechts tätig; den Beruf des Steuerberaters gab es damals noch nicht. Von 1922 bis 1933 war er Dozent an der Handelshochschule Berlin. Max Lion trat mit einer Vielzahl von Veröffentlichungen zum Steuerrecht hervor. 1924 war er Gutachter beim 33. Deutschen Juristentag. Mit Enno Becker, Herbert Dorn, Albert Hensel und Johannes Popitz gab er ab 1927 die Vierteljahresschrift für Steuer- und Finanzrecht heraus.
Mit der Machtergreifung der Nationalsozialisten wurde Lion, der „nichtarischer“ Herkunft war, beruflich diskriminiert: Die Zulassung zum Rechtsanwaltsberuf sowie zum Notariat wurde ihm entzogen, danach die Lehrbefugnis an der Handelshochschule. Durch das Schriftleitergesetz wurde ihm die Tätigkeit als Redakteur und Herausgeber verwehrt und 1935 wurde er weiter durch das Reichsbürgergesetz entrechtet. Daraufhin emigrierte er 1935 nach Amsterdam und 1937 weiter in die USA, wo er 1951 starb.

## Werke (Auswahl)
- Das Reichszuwachssteuergesetz vom 14. Februar 1911. Mit den Ausführungsbestimmungen des Reiches und Preußens ausführlich erläutert. Berlin 1912.
- Das Bilanzsteuerrecht. Eine grundlegende Darstellung. Zweite unveränderte Auflage. Berlin 1923.
- Grunderwerbsteuergesetz. Praktischer Handkommentar mit der vollständigen Rechtsprechung des Reichsfinanzhofs, den gesamten Ausführungsbestimmungen des Reichs und der größeren Länder nebst Formularen, sowie mit vollständigem Abdruck der Bestimmungen für Notare. Zweite vollkommen umgearbeitete Auflage. Berlin 1929.